# معماری جبهه غربی قلعه سردره
بقایای معماری جبهه غربی قلعه سردره مربوط به سده‌های ۶ و ۷ ه.ق است و در شهرستان گرمسار، بخش ایوانکی، شهر ایوانکی، ۱۵۰ متری جنوب غربی محوطه باستانی سردره واقع شده و این اثر در تاریخ ۲۶ اسفند ۱۳۸۷ با شمارهٔ ثبت ۲۶۰۷۵ به‌عنوان یکی از آثار ملی ایران به ثبت رسیده است.